# Jodok
Jodok – imię męskie pochodzenia celtyckiego, oznaczające "wojownika". Imię znane w Polsce od średniowiecza. 
Jodok imieniny obchodzi 13 grudnia.
W innych językach:
- duń. - Jost
- niem. - Jost
- ang. - Joyce
- łac. - Jodokus
- fr. - Josse, Josquin

Znane osoby noszące imię Jodok:
- Święty Jodok
- Jodok z Moraw
- Jodok z Rożemberka - biskup wrocławski
- Josse Bade (ok. 1461–1535) – renesansowy drukarz i wydawca
- Josquin des Prés (ok. 1440–1521) – kompozytor i śpiewak flamandzki, dyrygent chórów kościelnych
- Jodokus Tauchen – śląski rzeźbiarz z XV w.

Zobacz też:
- Saint-Josse
- św. Just (Jodok)